# Veronika Tsepkalo
Veronika Valerievna Tsepkalo (en russe : Вероника Валерьевна Цепкало ; en biélorusse :, Vieranika Valieriewna Tsapkala), née le 7 septembre 1972 à Mahiliow, est une figure de l'opposition biélorusse à Alexandre Loukachenko.

## Biographie

### Vie privée
Mariée avec Valéri Tsepkalo, elle est mère de jumeaux.

### Engagement politique
À l'été 2020, Veronika Tsepkalo rejoint la « révolution des femmes », un mouvement populaire qui l'érige en figure de l'opposition à Alexandre Loukachenko aux côtés de Svetlana Tikhanovskaïa et Maria Kolesnikova. Les trois femmes, qui se considèrent comme « trois sœurs » et se soutiennent mutullement, parlent au nom de leur mari ou, pour Maria Kolesnikova, du candidat dont elle était directrice de campagne, les trois hommes étant emprisonnés ou exilés par le régime biélorusse,.
Son engagement vaut à Veronika Tsepkalo de s'exiler à Moscou, plus facile d'accès car ne nécessitant pas de contrôle aux frontières, puis en Ukraine, à Varsovie, en Lettonie puis en Grèce. Son périple pour parler au nom de la nation biélorusse opprimée dure une année et lui fait traverser de nombreux pays,,,. Le régime biélorusse tente de priver les époux Tsepkalo de l'autorité parentale sur leurs enfants en diffusant des accusations mensongères à leur propos.

## Reconnaissance
En décembre 2020, elle reçoit, au nom de l'opposition biélorusse, le prix Sakharov du Parlement européen,. Le 16 juillet 2021, les trois femmes sont également lauréates du prix Fritz-Csoklich remis par le Kleine Zeitung.